# Тутубалин, Валерий Николаевич
Валерий Николаевич Тутубалин  (15 октября 1936, Москва — 18 июня 2023, там же) — советский и российский математик, один из ведущих российских специалистов в области вероятностно-статистических методов и эконометрики.
Доктор физико-математических наук (1978), профессор (1987). Заслуженный профессор МГУ (2005).

## Биография
Окончил кафедру теории вероятностей механико-математического факультета МГУ (1959) и её аспирантуру (1961). Ученик Е. Б. Дынкина. В 1963 году защитил кандидатскую диссертацию («Предельное поведение композиции мер в некоторых однородных пространствах»), в 1978 году — докторскую диссертацию («Центральная предельная теорема для произведений случайных матриц»).
С 1965 года работал на кафедре теории вероятностей мехмата МГУ: доцент, с 1987 года — профессор. Заместитель заведующего кафедрой теории вероятностей (2003). Член Учёного Совета мехмата МГУ (2002).
Область научных интересов: предельные теоремы, приложения вероятностно-статистических методов в математической физике и других науках.
Ушёл из жизни 18 июня 2023 года.

## Основные научные достижения
- центральная предельная теорема для произведений случайных матриц;
- теорема Ферстенберга о положительности старшего показателя Ляпунова для произведения случайных матриц обобщена на произведение различно распределенных (независимых) матриц;
- найдена совместимая с кватернионным умножением форма записи корреляций для случайных кватернионов;
- закон больших чисел для многоволновых волноводов со случайными неоднородностями;
- критически рассматривались некоторые математические модели экологии. Предложен рациональный план эксперимента для оценки параметров модели межвидовой конкуренции. Подготовлена монография по истории и методологии математического моделирования в экологии;
- оценка прикладных возможностей стохастической финансовой математики.

## Преподавание
По кафедре профессор Тутубалин читал все основные курсы и несколько специальных; основной лектор по теории вероятностей и математической статистике на потоке механиков, также вёл спецкурсы «Финансовая математика» и «Приложения вероятностных методов» (естественнонаучного содержания для 5 курса).
В последние годы руководил курсовыми и дипломными работами в группе актуарно-финансовых аналитиков. Шесть аспирантов Тутубалина защитили кандидатские диссертации.

## Труды
Автор более 80 научных работ, среди которых:
- «Эконометрика: образование, которое нам не нужно». — М.: Фазис, 2004. — 168 с. ISBN 5-7036-0094-4

Автор учебников:
- «Теория вероятностей», 1972.
- «Теория вероятностей и случайных процессов. Основы математического аппарата и прикладные аспекты» [Учебное пособие для физ.-мат. и физ.-техн. спец. вузов] / В. Н. Тутубалин М.: Изд-во МГУ, 1992. — 394, [1] с. 22 см.
- Теория вероятностей.- М.: Издательский центр «Академия», 2008. — 368 с.